# 梅济耶尔圣母圣殿

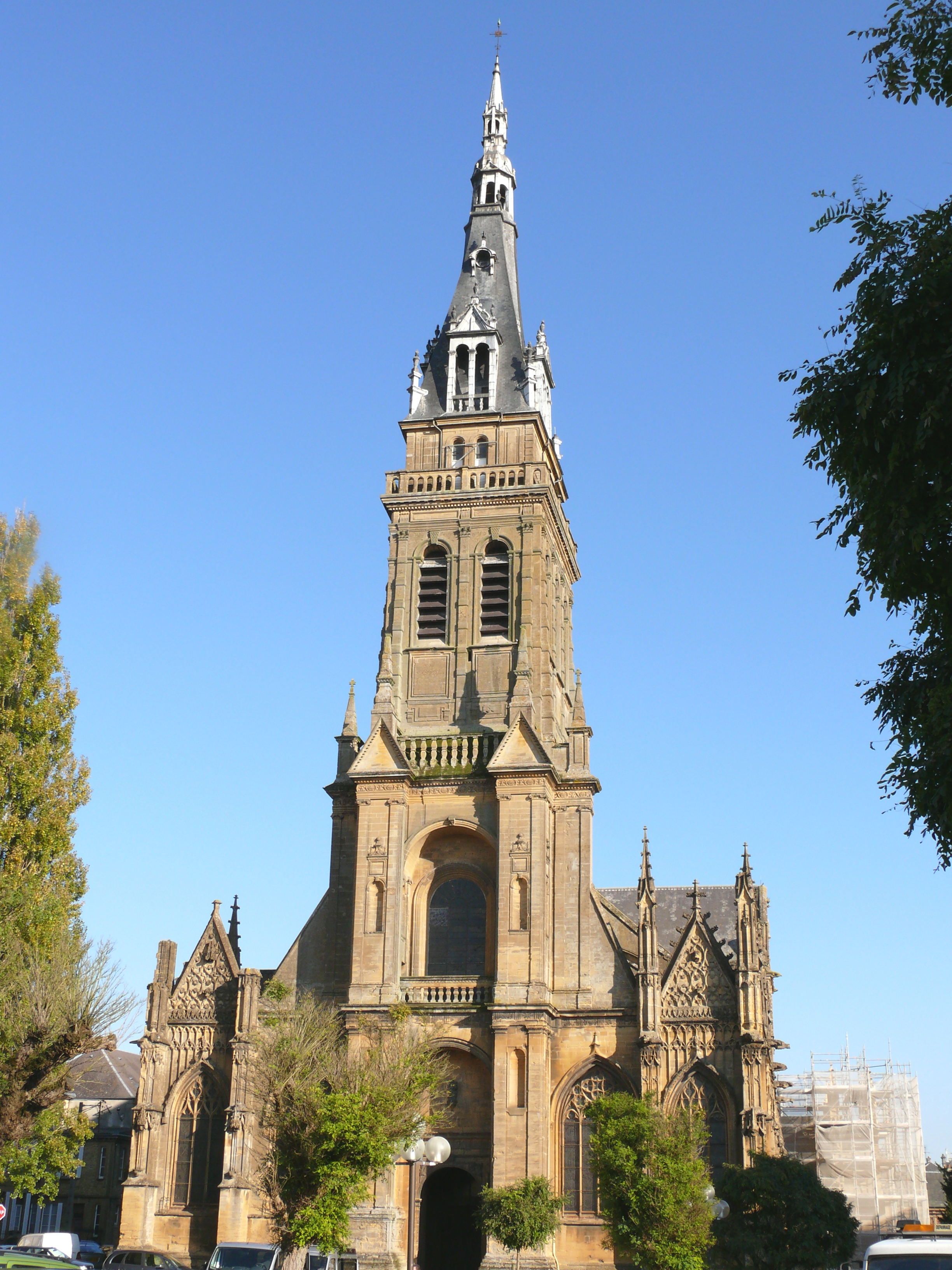

梅济耶尔圣母圣殿（Basilique Notre-Dame-d'Espérance）是一座罗马天主教的宗座圣殿，位于法国大东部大区阿登省的沙勒维尔-梅济耶尔。堂名“希望之母”得名于1815年战争期间收到的黑圣母雕像。
1910年10月18日，该堂被列为法国历史遗迹。

## 历史
目前的建筑是一座哥特式建筑，始建于1499年4月25日。因为1468年列日大屠杀后，大批难民涌入这里，人口增加，需要重建旧教堂。17世纪完成。1570年11月27日，该堂由特里尔总主教雅克·德埃尔茨升格为主教座堂。，以庆祝法国国王查理九世与奧地利的伊莉莎白的婚礼。为了举行皇室婚礼，这座建筑必须祝圣为主教座堂。
钟楼在1682年被闪电摧毁。在1815年、1870年、1914年、1918年、1940年和1944年，历次战火都对该堂造成了破坏。正是在这个时候，教堂被放置在我们的希望女神的名字下。1870年围困期间，27小时的轰炸摧毁了四分之三的屋顶，只剩下一扇古老的彩色玻璃窗。1918年11月10日，在签署停战协定的前一天，德国的轰炸摧毁了花窗玻璃和管风琴。1944年5月，美国空军的轰炸造成教堂外的死伤并摧毁周围的房屋。
该堂在1946年升为宗座圣殿。1950年以后彻底重建。

## 建筑
堂内有精美的现代花窗玻璃，由画家勒内·杜尔巴赫安装于1954-1979年。

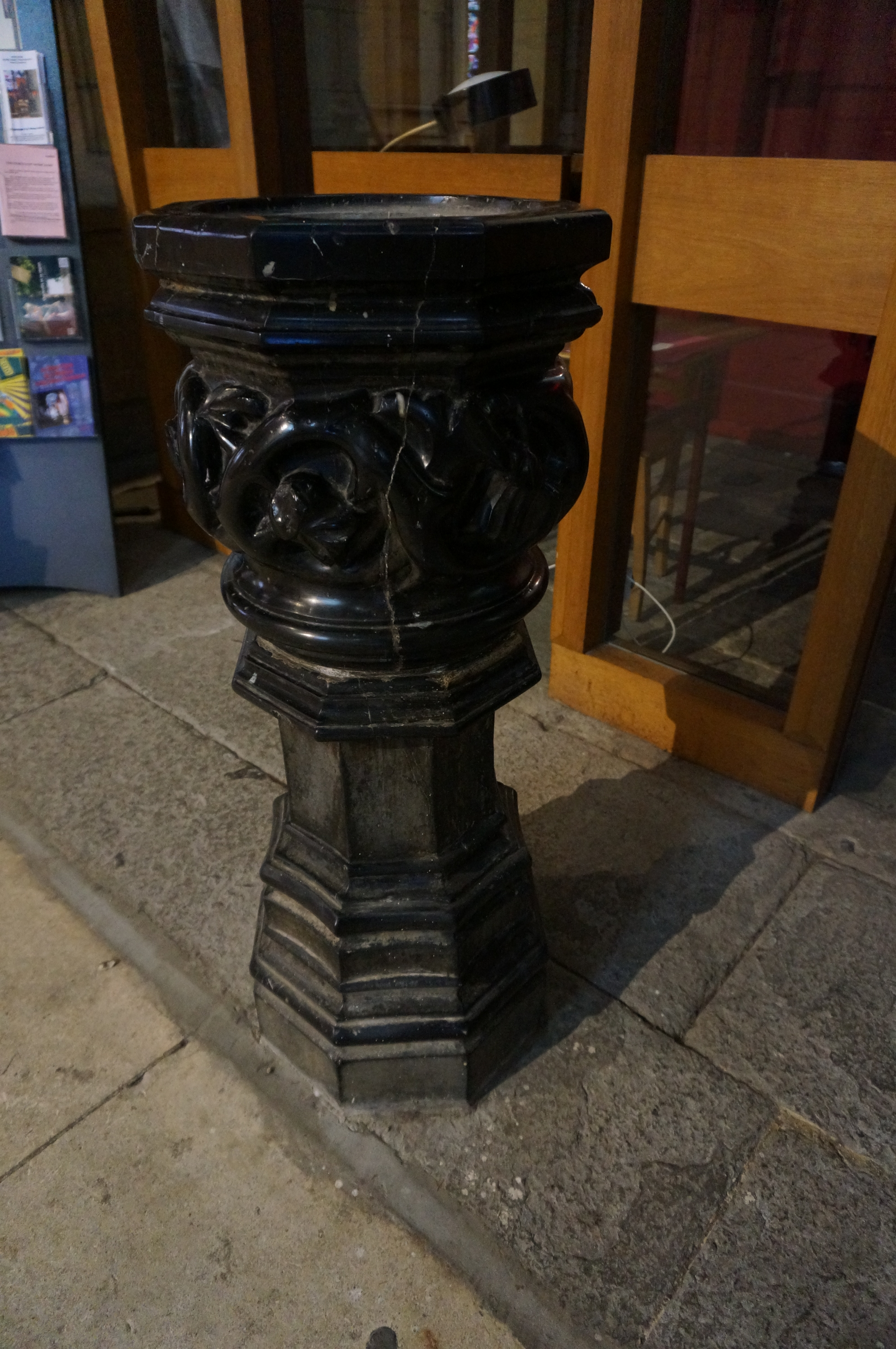
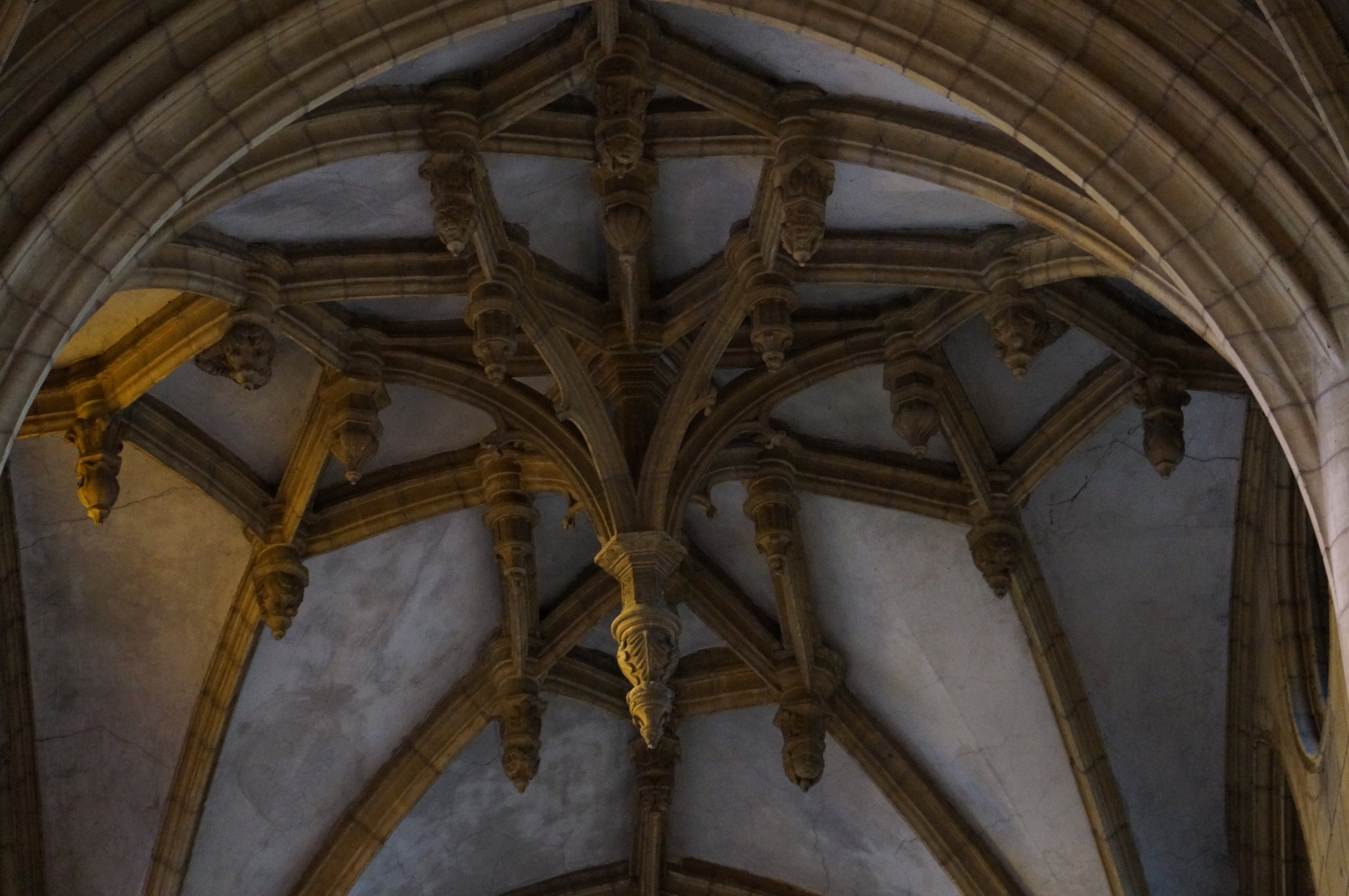
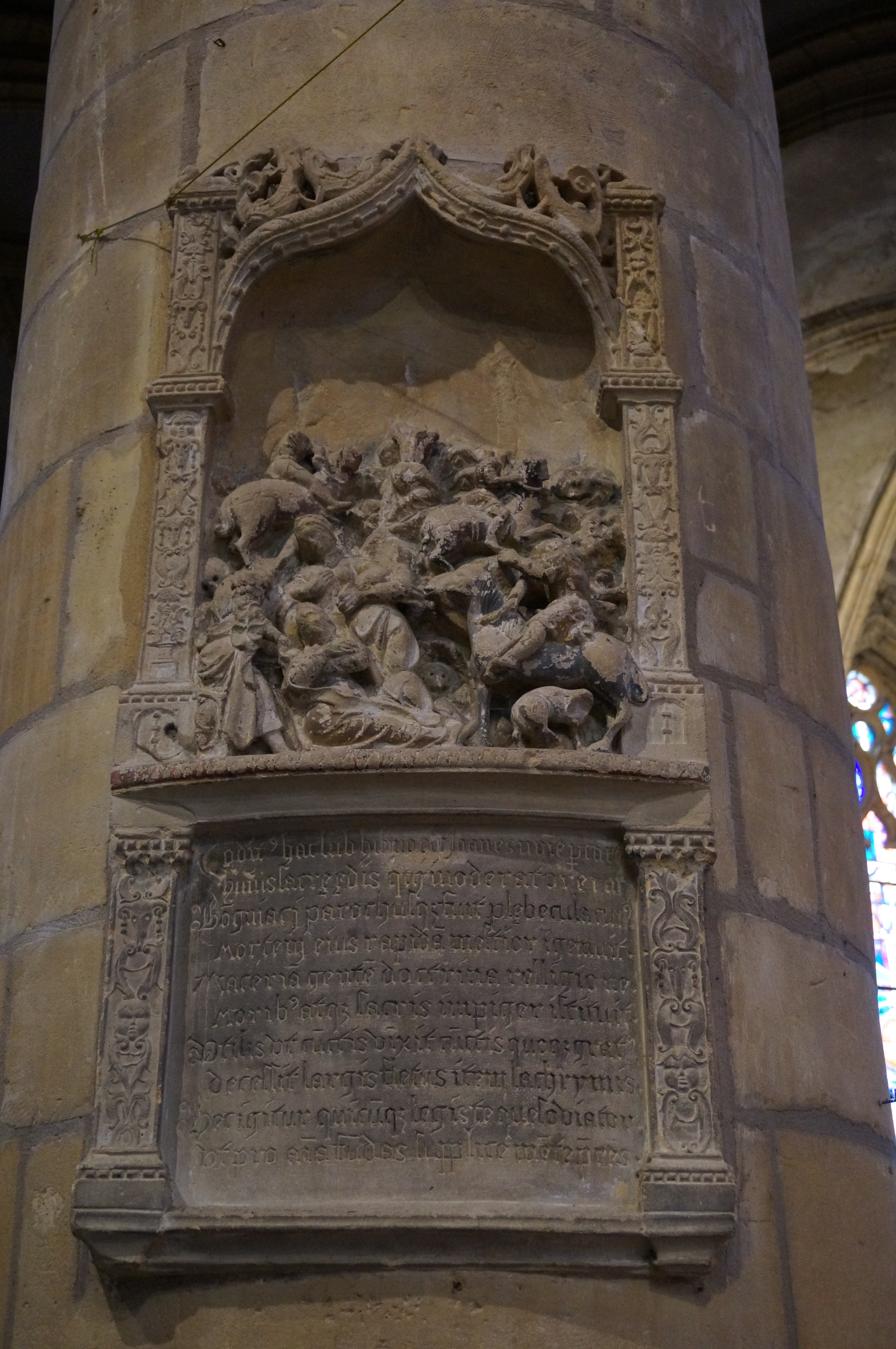